# 神津島村
34°12′19.1″N 139°08′3.8″E / 34.205306°N 139.134389°E
神津島村（日语：／ Kōzushima mura */?）為東京都的村之一。管轄範圍為伊豆諸島北部的神津島、錢洲。面積18.58平方公里，總人口1,841人（2022年6月）。位于東京都心西南方178公里的太平洋海面上。島上人口大多集中在神津島港。

## 外部連結
- 東海汽船 （页面存档备份，存于）（日語）